# Áthos Solomoú
Áthos Solomoú (en grec moderne : Άθως Σολωμού) est un footballeur international chypriote né à Limassol le 30 novembre 1985 joue actuellement pour l'AEZ Zakakiou.